# Lake Hart (Florida)
Lake Hart statisztikai település az Amerikai Egyesült Államok Florida államában, Orange megyében. Lakosainak száma 1052 fő (2020. április 1.).

## Népesség
A település népességének változása:

| 2010 | 542   |
| 2020 | 1 052 |